# Fokker F.IV
De Fokker F.IV is een door het Nederlandse bedrijf Fokker gebouwd vliegtuig uit de jaren 20 van de 20e eeuw. Het vliegtuig maakte zijn eerste vlucht in oktober 1921 en was de tot dan toe grootste Fokker. Het toestel was een doorontwikkeling van de Fokker F.III en hoewel het net als zijn voorganger is ontworpen als passagiersvliegtuig, is het nooit als zodanig ingezet. De cabine die oorspronkelijk plaats zou bieden aan acht tot twaalf passagiersstoelen is in de praktijk slechts gebruikt als vrachtruim. Er zijn slechts twee exemplaren van de F.IV gebouwd, welke beiden zijn geleverd aan het Amerikaanse leger. De Amerikaanse type-aanduiding voor de F.IV was Fokker T-2, niet te verwarren met het Fokker T.II watervliegtuig.
De F.IV is een eenmotorig, dubbelbladig propellervliegtuig. Het is een hoogdekker met een half open cockpit. De vlieger zit net als bij de F.III naast de motor van het vliegtuig waardoor hij aan één zijde onaangenaam wordt verwarmd.
Opmerkelijk aan de F.IV is dat het als eerste vliegtuig verkrijgbaar was met metalen vleugelbeplating, al moest de koper hier wel veel extra voor betalen.

## Geschiedenis van de Fokker F.IV
Eind 1920 kreeg Anthony Fokker een uitnodiging voor een oriëntatiereis naar de Verenigde Staten. Vooral de Amerikaanse militaire autoriteiten hadden grote belangstelling voor de bouwer van roemruchte Duitse oorlogsvliegtuigen. Fokker aarzelde niet de uitnodiging aan te nemen. Hij rook interessante afzetmogelijkheden in het land waar toen nog nauwelijks luchtvaartindustrie bestond. Het bezoek verliep succesvol voor Fokker: zonder enige vorm van inschrijvingsprocedure kreeg hij bestellingen voor twee jagers en twee transportvliegtuigen met de type-aanduiding F.IV. De beide bestelde F.IV's werden eind 1921 in Veere gebouwd en Fokker maakte zelf testvluchten. Verpakt in kratten gingen de vliegtuigen per schip naar Amerika, waar ze in maart 1922 arriveerden. De montage vond plaats op het militaire McCook Field, nabij Dayton, Ohio.

### Transcontinentaal record New York - San Diego
Hoewel van de F.IV (T-2) slechts twee exemplaren zijn gebouwd verwierf het vliegtuig grote faam omdat het als eerste nonstop over de Verenigde Staten van oostkust naar westkust vloog hetgeen breed werd uitgemeten in de Amerikaanse pers. Na twee mislukte pogingen in 1922 zette het toestel, bestuurd door de leger-testpiloten John A. Macready en Oakley G. Kelly, in 1923 een recordtijd neer van 26 uur en 50 minuten over 4034 km in een nonstop vlucht van New York naar San Diego (Californië).